# Њу Хејвен (Мисури)
Њу Хејвен (енгл. New Haven) град је у америчкој савезној држави Мисури.

## Демографија
По попису из 2010. године број становника је 2.089, што је 222 (11,9%) становника више него 2000. године.
| Група             | 2000.         | 2010.         |
| Белци             | 1.815 (97,2%) | 1.980 (94,8%) |
| Афроамериканци    | 12 (0,6%)     | 15 (0,7%)     |
| Азијати           | 0 (0,0%)      | 6 (0,3%)      |
| Хиспаноамериканци | 16 (0,9%)     | 44 (2,1%)     |
| Укупно            | 1.867         | 2.089         |